# Iarmolînți, Ucraina
Iarmolînți (în ucraineană Ярмолинці) este așezarea de tip urban de reședință a raionului Iarmolînți din regiunea Hmelnîțkîi, Ucraina. În afara localității principale, mai cuprinde și satul Șevcenka.

## Demografie
Componența lingvistică a așezării de tip urban Iarmolînți
     Ucraineană (96,97%)
     Rusă (2,5%)
     Alte limbi (0,27%)
Conform recensământului din 2001, majoritatea populației așezării de tip urban Iarmolînți era vorbitoare de ucraineană (96,97%), existând în minoritate și vorbitori de rusă (2,5%).